# جون ماكلوكين
جون ماكلوكين (بالإنجليزية: John McLoughlin)‏ هو سياسي أمريكي وكندي، ولد في 19 أكتوبر 1784 في كندا، وتوفي في 3 سبتمبر 1857 في الولايات المتحدة.

## روابط خارجية
- جون ماكلوكين على موقع الموسوعة البريطانية (الإنجليزية)